# Сибгатуллин, Раиф Гиниятулович
Раиф Гиниятулович Сибгатуллин — советский футболист, защитник.

## Биография
Воспитанник ДЮСШ «Шахтер», первый тренер — Г. И. Бровкин. Выпускник спортинтерната (Луганск), тренер — Юрий Ращупкин.
В составе луганской «Зари» в 1981 году провел один матч.
Выступал также в командах «Рубин» (Казань), «Крылья Советов» (Куйбышев), «Турбина» (Набережные Челны).
За «Крылья Советов» провёл три матча в высшей лиге в 1979 году против: «Шахтёра» Донецк (0:3), динамовцев Москвы (0:1) и Тбилиси (1:3).
Проживает в Казани.

## Достижения
- Победитель первой лиги СССР: 1978